# Queenslandiella hyalina
Queenslandiella hyalina är en halvgräsart som först beskrevs av Vahl, och fick sitt nu gällande namn av Ernest Ballard. Queenslandiella hyalina ingår i släktet Queenslandiella och familjen halvgräs. Inga underarter finns listade i Catalogue of Life.